# کانوپی هیلتون
کانوپی هیلتون (انگلیسی: Canopy Hilton) شرکت مهمان‌نوازی آمریکایی است، که در سال ۲۰۱۴ تأسیس شد.